# Anakreontika
Anakreonika je lirična smer evropskega pesništva, ki se je uveljavila v poznem 16. stoletju.
Ime je ta smer dobila po antičnem grškem pesniku Anakreontu, ki je v svojih pesmih opeval radosti življenja, kar je postalo osnovni motiv evropskih pesnikov. Tako sta osrednji osebnosti anakreontike grški bog vina Bakhos in bog ljubezni Amor.
V času renesanse so našli zbirko 60 pesmi, ki so jih pripisovali Anakreontu. Leta 1554 jih je v grščini in s francoskim prevodom izdal francoski učenjak Henri Estienne. Te pesmi so nato v rokokoju močno vplivale na razvoj evropskega pesništva. Vrhunec ta smer doseže med letoma 1740 in 1760, ko mnogo pesnikov poskuša navezati svoje pesmi na ton in teme anakreontike.
Pesniki anakreontike poskušajo natanko posnemati anakreontske pesmi brez rim ali pa uporabljajo njihove motive in jih predelujejo v nove rimane pesmi. V teh pesmih se tako izraža vstajajoča evropska meščanska kultura 18. stoletja.

## Glavni predstavniki

### Francija
- Rémy Belleau
- Pierre de Ronsard
- Jean-Jacques Rousseau

### Nemčija
- Friedrich von Hagedorn
- Johann Wilhelm Ludwig Gleim
- Samuel Gotthold Lange
- Johann Nikolaus Götz
- Gotthold Ephraim Lessing
- Johann Wolfgang von Goethe

### Švedska
- Michael Bellman